# 어정역 (폐역)
어정역(漁汀驛)은 현재의 경기도 용인시 기흥구 중동에 위치했던 수려선의 역이다. 어정역이 있던 자리는 공터와 텃밭으로 2000년대 중반까지 방치되다가, 현재 각종 건물과 철물점 등이 들어섰다. 역 인근에는 버려진 농협 창고가 있다. 현재 어정이라는 지명은 ‘御井’으로 표기되나, 이는 일제가 바꾼 표기를 1995년에 되찾은 것이다.
이 역과 삼가역 사이에는 ‘메주고개’라는 고개가 있는데, 이 고개에 수려선 두 개의 터널 중 하나인 ‘멱조터널’이 있었다. 이 터널 북쪽에는 동백지구 지역난방공사가 들어섰고, 남쪽에는 터널을 10 m 넘게 메운 뒤 경기농산 정미소가 들어섰다. 이 터널은 달리 ‘메주고개굴’, ‘멱조고개굴’이라고도 하였다.

## 역사
- 1930년 12월 1일 : 수원-이천 간 개통과 함께 영업 개시 (배치간이역)[4]
- 1969년 8월 1일 : 무배치간이역으로 격하[5]
- 1972년 4월 1일 : 수려선 폐선과 함께 폐지[6]

## 사고
이 역과 삼가역 사이에서, 1962년 1월 30일 열차 전복 사고가 일어났다. 열차가 삼가역에 예정 시각보다 46분이나 늦게 도착하자, 늦어진 시간을 만회하려다 내리막길에서 과속해 열차가 탈선하였다. 이후 차내의 난로에서 불이 열차로 옮겨 붙어, 3명의 승객이 사망하였다.